# Internationales Abzeichen des österreichischen Eishockeyverbands
Das „Internationale Abzeichen“ verlieh der österreichische Eishockeyverband als besondere Auszeichnung für österreichische Eishockeyspieler. Verantwortlich für die Verleihung zeichnete das Internationale Referat im Eishockeyverband. Mitgliedern, die das Abzeichen nicht verliehen bekommen hatten, war das Tragen ausdrücklich verboten. Die Jahreszahl der Verleihung wurde ins Abzeichen eingestickt. Bekam man dieses Abzeichen mehrfach verliehen, so wurde die Jahreszahl nachgestickt.
Aus Anlass des Gewinns der Europameisterschaft 1927 wurde das Internationale Abzeichen in Gold gearbeitet. Erstmals verliehen wurde es zur Saison 1925/26. Die Verleihung im Jahr 1938 konnte durch den Einmarsch der Deutschen in Österreich nicht mehr erfolgen.

## Preisträger
Das Internationale Abzeichen erhielten (Anzahl der Verleihungen, Eishockeyspieler, Name des Vereins bei der Verleihung):
- 11 × Hans Tatzer (PSK 5 ×, EKE 5 ×, PSV 1 ×)
- 10 × Josef Göbl (WEV 9 ×, EKE 1 ×), Hermann Weiß (WEV)
- 8 × Friedrich Demmer (WEV), Hans Trauttenberg (WEV, später vereinslos)
- 7 × Herbert Brück (vereinslos), Jacques Dietrichstein (WEV), Karl Kirchberger (WEV), Ulli Lederer (WEV), Karl Oerdögh (PSK 2 ×, EKE 5 ×), Walter Sell (WEV)
- 6 × Walter Brück (WEV), Hans Ertl (EKE 5 ×, vereinslos 1 ×)
- 5 × Franz Csöngei (EKE 3 ×, HC Währing 2 ×), Oskar Nowak (EKE)
- 4 × Otto Amenth (Innsbrucker EV), Willibald Stanek (HC Währing 2 ×, WEV 2 ×), Peregrin Spevak (PSK)[1]
- 3 × Reinhold Egger (KAC), Lambert Neumayer (HC Währing 2 ×, WEV 1 ×), Franz Schüssler (EKE), Rudolf Vojta (WEV 2 ×, HC Währing 2 ×), Kurt Wollinger (PSK)
- 2 × Konrad Glatz (CEV 1 ×, PSK 1 ×), Herbert Klang (WEV), Alexander Lebzelter (WEV), Friedrich Lichtschein (WEV), Karl Rammer (WEV), Alfred Revi (WEV), Emil Seidler (DS Leoben), Kurt Stuchly (EKE)
- 1 × Ferdinand Bidla (PSK), Anton Emhardt (HC Währing), Louis Goldschmiedt (PSK), Bruno Kahane (WAC), Hans Kail (EV Stockerau), Josef Mayer (WAC), Willy Meissner (WEV), Hans Schneider (EKE), Wilhelm Seidler (DS Leoben), Hans Stertin (KAC), Georg Stransky (WAC), Albert Trappl (HC Währing), Kurt Weiss (WAC), Roman Winter (WAC), Josef Wurm (EKE)

## Quelle
- Verlautbarungen des österreichischen Eishockeyverbandes: Internationales Abzeichen - Verleihung 1937. In: „Der Eishockeysport“, Zeitschrift des österreichischen Eishockeyverbandes, Nr. 21/1937, 20. März 1937, S. 2 (online bei ANNO).